# George Edward Moore

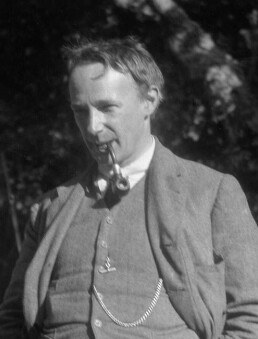
G. E. Moore (1914)

George Edward Moore (* 4. November 1873 in London; † 24. Oktober 1958 in Cambridge) war ein englischer Philosoph. Er wurde gemeinsam mit Bertrand Russell und Ludwig Wittgenstein, und in der Nachfolge von Gottlob Frege, zu einem der Väter der analytischen Philosophie.

## Leben
Moore studierte am Trinity College in Cambridge, wo er 1898 dann Fellow wurde. Von 1925 bis 1939 bekleidete er an der Universität Cambridge den Lehrstuhl für Philosophie des Geistes und Logik. Sein Nachfolger war Ludwig Wittgenstein. Von 1921 bis 1947 war Moore Herausgeber der Philosophiezeitschrift Mind. 1918 wurde er zum Mitglied (Fellow) der British Academy gewählt.

## Werk

### Überblick
Moore wurde an der Universität von Cambridge ausgebildet. Er war besonders bekannt für sein Eintreten für den common sense, für seine nicht-naturalistische Ethik und seine klare und umsichtige Art zu schreiben. Er war ein methodischer und sorgfältiger Philosoph, der im Gegensatz zu seinem Freund Russell heute aber außerhalb der Fachphilosophie weniger bekannt ist.
Moores bekannteste Schriften, The Refutation of Idealism („Die Widerlegung des Idealismus“), A Defence of Common Sense („Eine Verteidigung des Common Sense“) und A Proof of the External World („Ein Nachweis der externen Welt“), sind alle in seiner Sammlung Philosophical Papers enthalten. Bekannt ist sein Einwand gegen den Skeptizismus, indem er bei Vorträgen seine rechte Hand hob und feststellte: „Hier ist eine Hand“, danach seine linke Hand hob und sagte: „Hier ist noch eine Hand“, und daraus schloss, dass es mindestens zwei materielle Objekte in der Welt und folglich eine externe Welt gebe.

### Ethik
Moore ist weiterhin bekannt für das Argument der „Offenen Frage“ aus seinem einflussreichen Werk Principia Ethica, das eine der grundlegenden Schriften gegen den ethischen Naturalismus ist und mitbegründend für die Metaethik des 20. Jahrhunderts.

#### Der naturalistische Fehlschluss
Moore hat den meisten anderen Philosophen, die im Bereich der Ethik gearbeitet haben, vorgehalten, dass sie einen grundlegenden Fehler, den sogenannten naturalistischen Fehlschluss begangen hätten. Moore stimmte der Auffassung zu, dass es möglich sei, das Gute über die Eigenschaften zu bestimmen. So lehrt z. B. der Hedonismus, dass solche Werte als gut eingestuft werden können, die die Dinge angenehm machen. Andere Theoretiker behaupten, dass Komplexität zum Guten führe. Moore wendete sich allerdings gegen die Idee, dass man aus den Eigenschaften, mit denen man das Gute beschreiben kann, bereits eine Bedeutungsanalyse von „gut“ habe. Die unzulässige Identifikation der Bedeutungen bezeichnet Moore als naturalistic fallacy. Denn nur weil etwas die Eigenschaften habe, „gut“ und „angenehm“ zu sein, folge nicht, dass „gut“ nichts anderes bedeute als „angenehm“. Der naturalistische Reduktionist dagegen behauptet, dass die beiden Ausdrücke „angenehm“ und „gut“ auf dieselbe Eigenschaft referieren und somit auch dieselbe Bedeutung hätten.

“And similarly no difficulty need be found in my saying that ‘pleasure is good’ and yet not meaning that ‘pleasure’ is the same meaning as ‘good’, that pleasure means good, and that good means pleasure.”

Bei dem deutschen Ausdruck „naturalistischer Fehlschluss“ handelt es sich allerdings um eine falsche Übersetzung des Mooreschen Begriffes „naturalistic fallacy“, mit dem er nicht einen Fehlschluss, sondern einen einfachen Irrtum meint, nämlich die irrtümliche Behauptung, das moralische Prädikat „gut“ könne durch ein naturalistisch deskriptives Prädikat definiert werden.

#### Das Argument der offenen Frage
Moore begann seine Lehre von der Ethik mit der genauen Bestimmung was „gut“ nicht ist, indem er das Argument der offenen Frage formulierte. Er zeigte, dass eine angenommene Bestimmung des Begriffs des Guten nicht in der Lage ist, dies abschließend zu tun. Wenn man z. B. das Gute als das Erstrebenswerte bestimmt, so bleibt immer noch die Frage, ob denn alles Erstrebenswerte auch gut ist. Offensichtlich kann man mit einem unendlichen Prozess von Fragen die Versuche, das Gute zu bestimmen, immer wieder aufheben. Das Argument kann wie folgt strukturiert werden:
1. „X ist gut“ = „X hat einen Wert P“
2. X hat P, aber ist X gut? (sind die Dinge mit dem Wert P gut?)
3. X hat P, aber hat es auch P? (haben Dinge mit dem Wert P auch P?)

Daher ist „gut“ ein eigenständiger Wert unabhängig von allen anderen. Man kann das Gute nicht gleichsetzen mit Glücklichkeit oder Freude, weil diese Begriffe immer auch einen nicht mit dem Guten übereinstimmenden Inhalt haben können.

#### Die Eigenschaft „gut“ ist nicht definierbar
Moore zog den Schluss, dass die Gutheit, d. h. das, was wir mit dem Prädikat „gut“ meinen, nicht definierbar sei. Unter „Definition“ verstand Moore eine analytische Aufsummierung der Teile eines Dings, etwa, wenn wir sagen, das Pferd sei ein Ding mit vier Beinen, einem Schweif, einem Kopf und so fort bis in die kleinsten erkennbaren Unterschiede. Die Eigenschaft „gut“ aber sei einfach, habe keine Teile und könne insoweit nicht vermittels ihrer eigenen Eigenschaften beschrieben oder durch deren Nennung ersetzt werden. Sie sei deshalb undefinierbar. Moore bricht die Analyse an dieser Stelle freilich nicht ab, sondern schlägt eine Trennung zwischen dem Prädikat „gut“ und dem Ausdruck „das Gute“ vor. Die Undefinierbarkeit des Wortes „gut“ hindere nicht daran, „das Gute“, also Dinge, die gut sind, zu definieren. Andernfalls sei Ethik sinnlos. Moore zieht illustrierend die Analogie heran, dass wir „das Gelbe“ definieren können, indem wir Dinge benennen, die gelb sind. Damit hätten wir jedoch nicht die Farbe „gelb“ definiert, sondern lediglich die Träger, an denen diese Farbe zur Geltung kommt. Einem Menschen, der das Gelb nicht sieht, könnten wir endlos gelbe Dinge vorstellen und beschreiben, und er würde doch nicht verstehen, was wir mit gelb meinen.
In seinem Buch Principia Ethica drückte er das wie folgt aus:

„Es ist möglich, dass alle Dinge, die gut sind, auch etwas anderes sind, gerade so wie alle gelben Dinge bestimmte Schwingungen im Licht verursachen. Und es ist eine Tatsache, dass die Ethik sich bemüht, alle anderen Eigenschaften, die mit dem Guten verbunden sind, herauszufinden. Aber viel zu viele Philosophen haben gedacht, dass sie tatsächlich gut definieren, wenn sie diese anderen Eigenschaften benennen; dass diese Eigenschaften eben nicht bloß ‚andere‘, sondern absolut und vollkommen dasselbe seien wie die Gutheit.“

Insofern ist es nach Moore möglich, etwas Gutes durch Aufzählung seiner Eigenschaften zu definieren, d. h. es ist gut und bereitet Vergnügen, ist nützlich, wissenschaftlich etc. Diese anderen Eigenschaften können dann mittelbar auch als „gut“ bezeichnet werden. Es kann aber aufgrund der Undefinierbarkeit der Eigenschaft „gut“ keine kausale Beziehung zwischen den anderen Eigenschaften und dieser selbst hergestellt werden. Aus Sicht der Sprechakttheorie lässt sich diese Analyse dahingehend reformulieren, dass „gut“ nur performativ, nicht aber konstativ eingesetzt wird bzw. werden kann, also nicht zur Beschreibung einer Eigenschaft einer Sache, sondern nur zur Bewertung der Sache selbst.

#### Gut als eine nicht-natürliche Eigenschaft
Zusätzlich zu Bestimmung von gut als nicht definierbar, hat Moore darauf hingewiesen, dass es eine nicht-natürliche Eigenschaft ist. Dies bedeutet, dass zwei Dinge, die qualitativ identisch sind, keine unterschiedlichen Werte beinhalten können. So können z. B. zwei gelbe T-Shirts, die in jeder Hinsicht natürlicher Eigenschaften identisch sind (im Farbton, aus derselben Fabrik, mit demselben Markennamen, mit demselben Design etc.), sich nicht durch die Eigenschaft gut (also eines ist gut, das andere dagegen nicht) unterscheiden. Die Eigenschaft eines Gegenstandes als gut ist also vollständig bestimmt durch die anderen Eigenschaften, die das Objekt ausmachen. Das Gute als Eigenschaft setzt sich aus verschiedenen Eigenschaften eines Gegenstandes zusammen. Daher müssen zwei Gegenstände gleicher Qualität notwendigerweise denselben Wert von gut haben.

#### Moralisches Wissen
Zur Unterstützung seiner Argumente lehrte Moore, dass man mit Hilfe der moralischen Intuition zuverlässig bestimmen könne, was gut sei. In dieser Hinsicht war er ein Vertreter des moralischen Intuitionismus.

### Sprache
Moore hat als Erster auf das nach ihm benannte Paradoxon (Moores Paradoxon) hingewiesen, das in der folgenden Aussage liegt: Es regnet, aber ich glaube nicht, dass es das tut. Dieses Problem regte Ludwig Wittgenstein zu einer Reihe von Arbeiten an.

## Werke
- The Nature of Judgment (1899)
- The Refutation of Idealism, Mind 12 (1903)
- Principia Ethica (1903)
- Review of Franz Brentano's The Origin of the Knowledge of Right and Wrong (1903)
- Ethics (1912)* Ethics (1912)
- On Propositions, Some Main Problems of Philosophy, ca. 1914 (PDF-Datei; 1,30 MB)
- "A defence of common sense", published in Contemporary British Philosophy (2nd series), ed. J. H. Muirhead, 1925. Reprinted in G. E. Moore, Philosophical Papers (1959). ISBN 0-04-192008-2.
- Proof of an External World, Proc. British Academy 1939 (PDF-Datei; 1,62 MB)